# Henry C. Payne

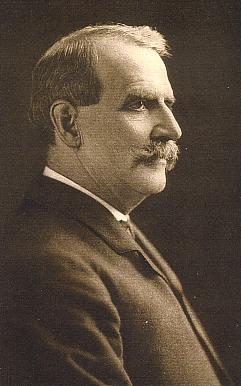
Henry C. Payne

Henry Clay Payne (* 23. November 1843 in Ashfield, Franklin County, Massachusetts; † 4. Oktober 1904 in Washington, D.C.) war ein US-amerikanischer Politiker der Republikanischen Partei. Er gehörte dem Kabinett von US-Präsident Theodore Roosevelt als Postminister an.
Henry Payne, der in Massachusetts aufwuchs, graduierte 1859 an der Shelburne Falls Academy. Er unternahm im Verlauf des Bürgerkrieges einen Versuch, sich dem Unionsheer anzuschließen, wurde aber aufgrund seiner schwachen Gesundheit abgelehnt. 1863 zog er nach Milwaukee, wo er eine Beschäftigung im Textilhandel fand.
Seine politische Laufbahn begann Payne 1872 im Milwaukee County als Mitglied des Young Men's Republican Club, der örtlichen Nachwuchsorganisation der Republikanischen Partei. Er beschritt in der Hierarchie den Weg nach oben, wurde Sekretär und später Vorsitzender der Vereinigung. 1876 wurde er zum Postmeister von Milwaukee ernannt, was er zehn Jahre lang blieb.
In den folgenden Jahren konzentrierte Payne sich auf seine berufliche Karriere. Er wurde 1885 Präsident der Telefongesellschaft von Wisconsin, danach dann Direktor der First National Bank von Milwaukee sowie Präsident der Milwaukee and Northern Railroad, der Milwaukee Electric Railway and Light Company und der Milwaukee and Cream City Traction Company. Im Jahr 1893 wurde er aufgrund seiner Verdienste um die Straßenbahn von Milwaukee zum Präsidenten der American Street Railway Association gewählt. Später in diesem Jahr amtierte er als Konkursverwalter der Northern Pacific Railway.
Am 9. Januar 1902 trat Henry Payne die Nachfolge von Charles Emory Smith als Postmaster General im Kabinett Roosevelt an. Nach dem Tod von Mark Hanna, dem langjährigen Vorsitzenden des Republican National Committee, im Februar 1904 übernahm er auch dessen Posten. Jedoch starb Payne selbst bereits im Oktober desselben Jahres.